# Hermenschandaal
Het zogenaamde Hermokopidenschandaal (of Hermenschandaal) is de naam van een mysterieuze zaak in de Atheense geschiedenis van de laatste twee decennia van de 5e eeuw v.Chr.
Kort vóór het begin van de Siciliaanse Expeditie in 415 die voor Athene de geleidelijke aftakeling zou inluiden, werden in één enkele nacht op verscheidene plaatsen in de stad talrijke Hermen, figuren die onder meer aan kruispunten en huisingangen stonden, door onbekende daders zwaar verminkt. Bij de beelden moesten vooral de neus en de penis eraan geloven ...
Onmiddellijk werd een onderzoek ingesteld naar de mysterieuze daders van deze misdaad, die een politieke en religieuze dimensie bleek te hebben, want behalve van vandalisme werden meerdere personen er bovendien van beschuldigd occulte mysteriën te hebben gehouden in hun privéwoning, hetgeen te Athene werd gezien als een daad van asebeia ('goddeloosheid'), waarop de doodstraf stond.
Over de ware schuldigen en hun bedoeling tastte men in het duister, maar alles scheen te wijzen in de richting van een stelletje aristocratische jongelui, verwende rijkeluiszoontjes die na een zwaar nachtje doorzakken onder invloed van de drank hun misprijzen voor de (democratische) samenleving en voor de gevestigde orde op die manier op baldadige wijze wilden uiten. Het was namelijk zo dat de god Hermes vooral in eenvoudige arbeiderskringen erg populair was, en met name de hermen maakten deel uit van een bijzonder soort volksdevotie: het aanraken van de penis tijdens het voorbijgaan zou geluk brengen, en in het bijzonder bevoorderlijk zijn voor de potentie en de vruchtbaarheid. Het vergrijp werd dan ook niet alleen uitgelegd als een bijzonder slecht voorteken voor het welslagen van de Siciliaanse expeditie, maar bovendien ook als een zware belediging van de arbeidende klasse.
Een van de voornaamste beschuldigden was Alcibiades, die daarom ook vanuit Sicilië werd teruggeroepen om zich voor de rechtbank te verdedigen, maar daarop zonder blikken of blozen naar aartsvijand Sparta overliep om aan verdere vervolging te ontkomen. Tijdens het proces over de hierboven beschreven feiten was de redenaar Andocides de kroongetuige. Hij werd wegens betrokkenheid veroordeeld tot ballingschap, maar probeerde enkele jaren later, in 411, tevergeefs gebruik te maken van de Oligarchische Revolutie om eerherstel te verkrijgen.
 Portaal Oudheid · Athene · Geschiedenis van Griekenland · Geschiedenis van Athene